# Christiane Druml

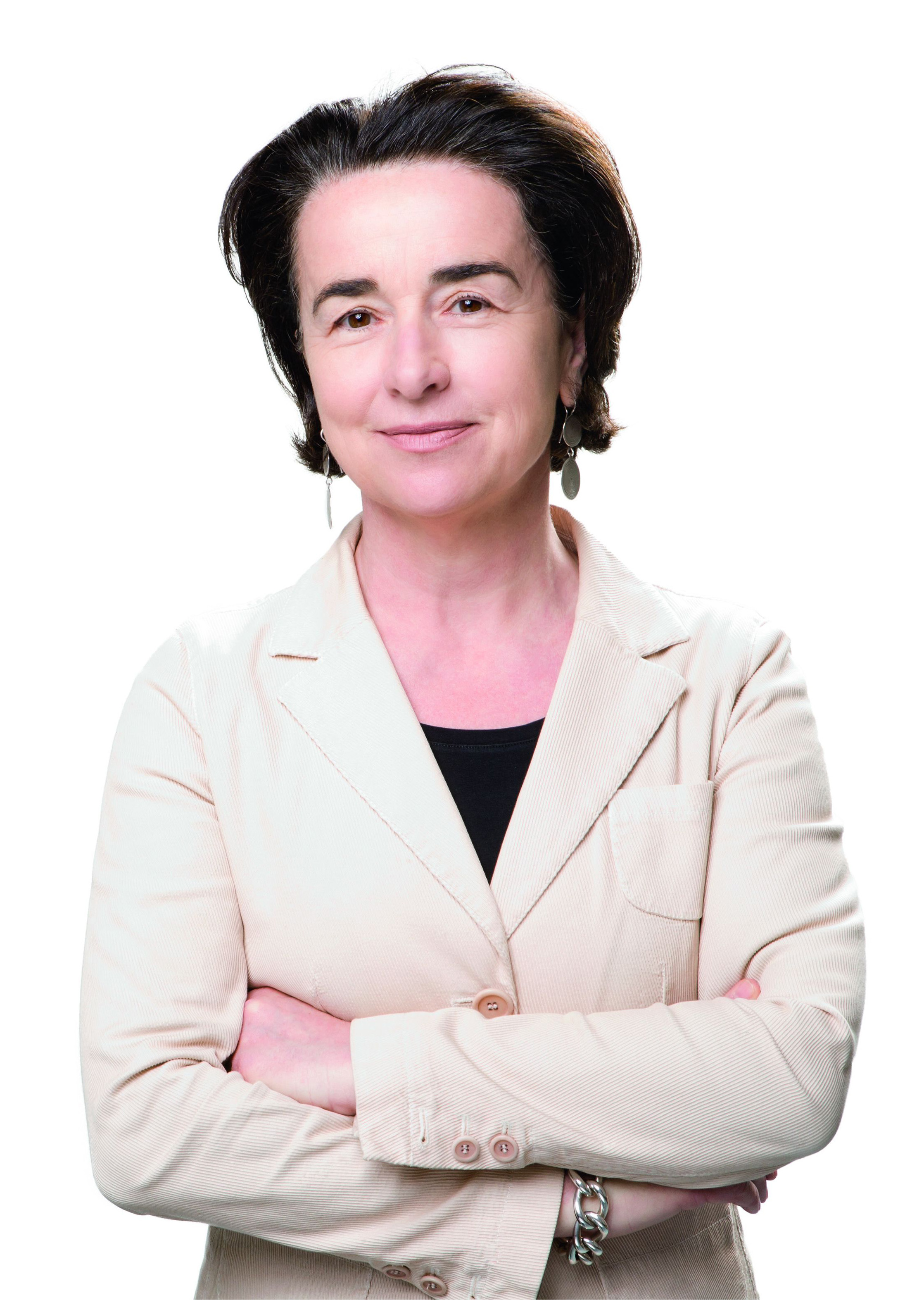
Christiane Druml (2011)

Christiane Druml (* 4. Mai 1955 in Wien) ist eine österreichische Juristin und Bioethikerin.
Seit 2007 ist sie Vorsitzende der Bioethikkommission beim Bundeskanzleramt der Republik Österreich (Austrian Bioethics Commission). Von 1. Oktober 2011 bis 30. September 2015 war sie außerdem Vizerektorin für Klinische Angelegenheiten der Medizinischen Universität Wien. Seit 27. Februar 2015 ist sie Geschäftsführerin von Josephinum – Medizinische Sammlungen GmbH. Im Jänner 2016 wurde sie mit der Leitung des UNESCO-Lehrstuhls für Bioethik der Medizinischen Universität Wien betraut.

## Leben
Nach ihrer Schulausbildung am Akademischen Gymnasium Wien studierte Christiane Druml an der Universität Wien Rechtswissenschaften. Während ihres Studiums war sie Studienassistentin am Institut für Zivilrecht bei Rudolf Welser. Nach ihrer Promotion im Jahr 1978 und dem Gerichtsjahr arbeitete sie als Universitätsassistentin am Institut für Staats- und Verwaltungsrecht bei Felix Ermacora. In der Folge war sie am Wiener Institut für internationale Wirtschaftsvergleiche für das „Österreichisch-Französischen Zentrums für Begegnungen aus Europäischen Ländern mit verschiedenen wirtschaftlichen und sozialen Systemen“ verantwortlich.
Ab 1981 war Christiane Druml in der Generaldirektion der Creditanstalt-Bankverein mit den Sachgebieten Gesellschaftsrecht der Konzernbeteiligungen sowie dem Kunstbudget betraut.
Von 1989 bis 1992 war sie Geschäftsführerin von Parexel Austria, der früheren AFB-Arzneimittelforschung, einem internationalen medizinischen Auftragsforschungsinstitut.
1992 wurde Christiane Druml die Geschäftsführung der Ethik-Kommission an der damaligen Medizinischen Fakultät der Universität Wien, der heutigen Medizinischen Universität Wien, übertragen, welche sie bis 1. Oktober 2011 ausgeübt hat. Von 1. Oktober 2011 bis zum 30. September 2015 war sie außerdem Vizerektorin für klinische Angelegenheiten der Medizinischen Universität Wien.
Seit Februar 2015 ist Christiane Druml Geschäftsführerin von Josephinum – Medizinische Sammlungen GmbH sowie Leiterin des Instituts Ethik, Sammlungen und Geschichte der Medizin an der Medizinischen Universität Wien. Seit Jänner 2016 ist sie Lehrstuhlinhaberin des UNESCO Lehrstuhls für Bioethik an der Medizinischen Universität Wien.
Im April 2016 wurde das Ludwig Boltzmann Institute for Rare and Undiagnosed Diseases  gegründet, an dem Christiane Druml die Arbeitsgruppe Ethik leitet.
Im Zuge der COVID-19-Pandemie wurde sie nach dem Ausscheiden von Martin Sprenger in den Beraterstab der Coronavirus-Taskforce im Gesundheitsministerium berufen.
Im Jahr 2007 war Christiane Druml vom damaligen Bundeskanzler Alfred Gusenbauer zur Vorsitzenden der Bioethikkommission beim Bundeskanzleramt der Republik Österreich, der nationalen Bioethikkommission Österreichs, bestellt worden. Diese Funktion wurde 2009, 2011, 2014 und 2017 für je eine weitere Amtsperiode bestätigt. Als Vorsitzende der Bioethikkommission propagierte sie für Österreich im Jänner 2022 über eine Covid-19-Impfpflicht hinaus weitere Impfpflichten gegen Masern, Keuchhusten und Influenza.

## Weitere Funktionen und Mitgliedschaften (Auswahl)
- Vorsitzende der Bioethikkommission beim Bundeskanzleramt seit 2007
- Mitglied des Universitätsrates der Medizinischen Universität Innsbruck 2007 bis 2012
- Mitglied der Schiedskommission der Medizinischen Universität Innsbruck 2004 bis 2007
- Stellvertretende Vorsitzende des „Wiener Beirates für Bio- und Medizinethik“ seit 2003
- Mitglied des International Bioethics Committee IBC der UNESCO 2008 bis 2016
- Mitglied des „Obersten Sanitätsrates“ der Republik Österreich bis 2019, stv. Vorsitzende 2011 bis 2013, stv. Vorsitzende ab dessen Wiederinstitutionalisierung 2021
- Mitglied des Wissenschaftlichen Rats der "Agence nationale de sécurité du medicament et des produits de santé (ANSM) der französischen Republik
- Mitglied der Generalversammlung der “European and Developing Countries Clinical Trial Partnership - EDCTP” Den Haag seit 2006, stv. Vorsitzende und Mitglied des Vorstands seit 2019
- Mitglied im Corona Expertengremium „Gesamtheitliche COVID-Krisenkoordination“ (Gecko) seit 2021

## Ehrungen
- Österreichisches Ehrenkreuz für Wissenschaft und Kunst (2011)
- Ernennung zum Ritter der Ehrenlegion durch den Präsidenten der französischen Republik (Dekret vom 13. Juli 2011)[12][13]
- Preis der Stadt Wien für Medizinische Wissenschaften (2021)[14]

## Publikationen (Auswahl)

### Bücher
- Ethikkommissionen und klinische Forschung: ein Leitfaden für alle an medizinischer Forschung Interessierte. facultas.wuv, Wien 2010, ISBN 978-3-7089-0623-2.
- mit Moritz Stipsicz (Hrsg.): Das Josephinum: 650 Jahre Wiener Medizingeschichte. Brandstätter Verlag, Wien 2014, ISBN 978-3-8503-3822-6.
- mit Paul Just: Seltene Erkrankungen: Aspekte aus Ethik & Praxis. Facultas Verlag, Wien 2020, ISBN 978-3-7089-1940-9.

### Buchbeiträge und Artikel
- Druml, Christiane, and Herwig Czech. "A pandemic is no private matter: the COVID-19 vaccine mandate in Austria." The Lancet Respiratory Medicine (2022).
- Druml, Christiane. "Impfen gegen Infektionserkrankungen–eine bioethische Debatte in der Pandemie." Pandemien und Ethik. Springer, Berlin, Heidelberg, 2021. 133–149.
- Druml, Christiane. "Commemorative Lecture on the Occasion of the Medical University of Vienna's" Dies Academicus" and Announcement of Elsevier's Donation of the Pernkopf Atlas Anatomical Illustrations to the Josephinum." Journal of Biocommunication 45.1 (2021).
- Druml, Christiane. "Volunteers for clinical trials: from the history of abuses and exploitation to the inclusion movement, and to an income resource." Cadernos Ibero-Americanos de Direito Sanitário 10.3 (2021): 29–38.
- Druml Christiane. COVID-19 and ethical preparedness? Wiener Klinische Wochenschrift 2020 Jul 8;1-3. doi:10.1007/s00508-020-01709-7
- Druml, Wilfred, and Christiane Druml. "Übertherapie in der Intensivmedizin." Medizinische Klinik-Intensivmedizin und Notfallmedizin 114.3 (2019): 194–201.
- Druml, Wilfred, and Christiane Druml. "Help is Helpful." Critical Care Medicine 46.5 (2018): 832–833.
- Patrão Neves, Maria do Ceu, and Christiane Druml. "Ethical implications of fighting malaria with CRISPR/Cas9." BMJ Glob Health. 2017 Aug 19;2(3)
- Schneiweiss, Hervé et al. "Fostering responsible research with genome editing technologies: a European perspective." Transgenic research 26.5 (2017): 709–713.
- Druml, Christiane. "Bioethics internationally and in Austria." Wiener klinische Wochenschrift 128.7-8 (2016): 229–233.
- Druml, Christiane. "The UNESCO International Bioethics Committee and the Network of Ethical Advisory Bodies in Europe: An Interactive Relationship." Global Bioethics: The Impact of the UNESCO International Bioethics Committee. Springer, Cham, 2016. 137–144.
- Druml, Christiane et al. "ESPEN guideline on ethical aspects of artificial nutrition and hydration." Clinical Nutrition 35.3 (2016): 545–556.
- Druml, Christiane. "Stem cell research: toward greater unity in Europe?" Cell 139.4 (2009): 649–651.